# 国保水俣市立総合医療センター
国保水俣市立総合医療センター（こくほみなまたしりつそうごういりょうセンター）は、熊本県水俣市にある医療機関。水俣市病院事業の設置等に関する条例（昭和41年12月22日条例第20号）により設置された市立の病院である。芦北圏域の災害拠点病院に指定されている。熊本県肝疾患診療連携ネットワークにおける芦北ブロックの地域中核病院である。

## 沿革
- 1953年9月1日 - 水俣市立病院として開設。診療科4科、病床数98床。
- 1965年 - 附属湯之児病院開院。
- 2005年 - 附属湯之児病院を統合。

## 診療科
- 呼吸器内科
- 循環器内科
- 代謝内科
- 小児科
- 外科
- 整形外科
- 産婦人科
- 皮膚科
- 泌尿器科
- 眼科
- 耳鼻咽喉科
- 消化器内科
- 人工透析センター
- 放射線科
- 脳神経外科
- 神経内科
- リハビリテーション科
- 歯科口腔外科
- 麻酔科

## 医療機関の指定等
- 保険医療機関
- 救急告示医療機関
- 労災保険指定医療機関
- 指定自立支援医療機関（更生医療・育成医療）
- 生活保護法指定医療機関
- 原子爆弾被爆者医療指定医療機関
- 原子爆弾被爆者一般疾病医療取扱医療機関
- 第二種感染症指定医療機関
- 公害医療機関
- 災害拠点病院
- 臨床研修指定病院（基幹型）
- 臨床研修指定病院（協力型）
- DPC対象病院
- 熊本DMAT指定病院
- 日本医療機能評価機構認定病院
- 熊本県指定がん診療連携拠点病院
- 地域医療支援病院

## 近隣の施設
- 水俣市立総合体育館
- 熊本家庭裁判所出張所

## 交通アクセス
- 肥薩おれんじ鉄道線水俣駅よりみなくるバス梅戸方面（赤色）で約10分、総合医療センター裏下車。大川方面・中屋敷方面（黄色）、湯の鶴方面（橙色）、湯の児方面(青色)で10分、総合医療センター下車。新水俣駅方面(さくら色)で8分、天神町下車。または徒歩約20分。
- 九州新幹線・肥薩おれんじ鉄道線新水俣駅より産交バス水俣産交行またはみなくるバスエコパーク道の駅水俣行で約8分、総合医療センター前または天神町下車。または徒歩約20分。